# Red Range
Red Range är en ort i Australien. Den ligger i kommunen Glen Innes Severn och delstaten New South Wales, i den sydöstra delen av landet, omkring 460 kilometer norr om delstatshuvudstaden Sydney.
Trakten runt Red Range är nära nog obefolkad, med mindre än två invånare per kvadratkilometer.. Närmaste större samhälle är Glen Innes, omkring 16 kilometer väster om Red Range. 
Trakten runt Red Range består till största delen av jordbruksmark. Genomsnittlig årsnederbörd är 1 024 millimeter. Den regnigaste månaden är januari, med i genomsnitt 182 mm nederbörd, och den torraste är oktober, med 31 mm nederbörd.